# ABU Robocon 2002
Robocon Tokyo 2002 là cuộc thi ABU Robocon lần đầu tiên do Hiệp hội Phát thanh Truyền hình châu Á -Thái Bình Dương (ABU) tổ chức. Cuộc thi diễn ra tại Tokyo, Nhật Bản với chủ đề "Chinh phục núi Phú Sĩ" và thu hút 20 đội tuyển đến từ 19 quốc gia đến dự thi. 
Việt Nam đã giành chức vô địch sau khi thắng Trung Quốc trong trận chung kết và trở thành nhà vô địch đầu tiên trong lịch sử của ABU Robocon.

## Luật chơi
Trên sân có 17 ống tượng trưng cho các phần của núi Phú Sĩ. Giữa sân là ống trụ tượng trưng cho đỉnh Phú Sĩ. Thời gian cho mỗi đội là 180 giây (3 phút). Đội nào bỏ được bóng cao su vào 5 ống liên tiếp theo đường chéo sẽ được tuyên bố "chinh phục được đỉnh núi" và giành chiến thắng tuyệt đối, gọi là "Reach!". Nếu không, đội nào ghi được nhiều điểm hơn sẽ chiến thắng.
Trong khi chơi, các đội chỉ được dùng 16 trái bóng có đường kính 30cm khi bơm căng. Chỉ có bóng của BTC là hợp lệ, không được phép sử dụng loại bóng khác.
Điểm được tính như sau: Bóng được bỏ vào ống "chân núi" tính 1 điểm. bóng vào ống "sườn núi" tính 2 điểm, bóng vào ống "đỉnh núi" tính 4 điểm. Trường hợp cả hai đội cùng bỏ bóng vào trong cùng một ống thì điểm chỉ được tính cho quả bóng nằm vị trí cao nhất.
Lưu ý: Việc chinh phục sẽ chưa được hoàn thành nếu ống đỉnh núi có ít hơn 3 bóng, ống sườn núi có ít hơn 2 bóng.

## Sân thi đấu
Sân chơi làm bằng tấm nhựa dày 2mm, bề mặt được trải bằng thảm nhựa dày 50mm. Sân chơi bao gồm "vùng xuất phát A", "vùng xuất phát B"
, "vùng di chuyển", "vùng núi Phú Sĩ" và nơi để bóng cho mỗi đội. Nơi để bóng cho mỗi đội đặt 16 quả bóng và xếp thành hàng 4x4 quả. Khu xuất phát A và B có diện tích là 1200 mm x 1200 mm. Chỉ có robot tự động mới được xuất phát ở "khu xuất phát B".

## Các đội tham gia
| STT | Quốc gia   | Trường đại học đại diện                         | Đài truyền hình                             |
| --- | ---------- | ----------------------------------------------- | ------------------------------------------- |
| 1   | Úc         | Đại học Queensland                              | Công ty truyền hình Úc                      |
| 2   | Trung Quốc | Đại học Khoa học Kỹ thuật Trung Quốc            | Đài truyền hình Trung ương Trung Quốc       |
| 3   | Ai Cập     | Đại học Ain Shams                               | Hiệp hội truyền hình phát thanh Ai Cập      |
| 4   | Fiji       | Đại học Nam Thái Bình Dương                     | Công ty TNHH truyền hình Fiji               |
| 5   | Ấn Độ      | Học viện Công nghệ Nirma                        | Doordarshan                                 |
| 6   | Indonesia  | Học viện Bách khoa Kỹ thuật Điện tử Surabaya    | Televisi Republik Indonesia                 |
| 7   | Nhật Bản 1 | Đại học Công nghệ Toyohashi                     | NHK                                         |
| 8   | Nhật Bản 2 | Học viện Công nghệ Kanazawa                     | NHK                                         |
| 9   | Kazakhstan | Đại học Kỹ thuật Quốc gia Kazakhstan            | Thông tấn Khabar                            |
| 10  | Hàn Quốc   | Đại học Incheon                                 | Hệ thống truyền thông Hàn Quốc              |
| 11  | Ma Cao     | Đại học Ma Cao                                  | Teledifusao de Macau, S.A.                  |
| 12  | Malaysia   | Đại học Đa phương tiện                          | Đài phát thanh truyền hình Malaysia         |
| 13  | Mông Cổ    | Đại học Khoa học và Kỹ thuật Mông Cổ            | Đài phát thanh truyền hình Cộng hòa Mông Cổ |
| 14  | Nepal      | Đại học IOE Tribhuvan                           | Đài truyền hình Nepal                       |
| 15  | Pakistan   | Đại học Khoa học và Công nghệ Quốc gia Pakistan | Công ty TNHH truyền hình Pakistan           |
| 16  | Singapore  | Đại học Bách khoa Ngee Ann                      | MediaCorp TV                                |
| 17  | Sri Lanka  | Đại học Moratuwa                                | Kênh truyền hình độc lập Sri Lanka          |
| 18  | Thái Lan   | Đại học Công nghệ Thonburi của Vua Mongkut      | Hiệp hội truyền hình Thái Lan               |
| 19  | Thổ Nhĩ Kỳ | Đại học Sabanci                                 | Công ty Phát thanh truyền hình Thổ Nhĩ Kỳ   |
| 20  | Việt Nam   | Đại học Bách khoa Thành phố Hồ Chí Minh         | Đài Truyền hình Việt Nam                    |

## Trách nhiệm ban tổ chức
Ban tổ chức sẽ cấp cho mỗi đội tham dự 1000 USD chi phí lắp ráp robot. Robot phải được lắp ráp sao cho vừa với thùng 1500mmx1500mmx1500mm. Ban tổ chức sẽ thông báo công ty vận chuyển robot cho đội tham dự.

## Các bảng đấu
| Bảng A     | Bảng B     | Bảng C   | Bảng D   | Bảng E     | Bảng F   | Bảng G    |
| ---------- | ---------- | -------- | -------- | ---------- | -------- | --------- |
| Fiji       | Mông Cổ    | Ấn Độ    | Việt Nam | Thổ Nhĩ Kỳ | Nhật Bản | Macao     |
| Kazakhstan | Trung Quốc | Malaysia | Úc       | Sri Lanka  | Ấn Độ    | Singapore |
| Nepal      | Thái Lan   |          | Nhật Bản | Pakistan   | Hàn Quốc | Ai Cập    |

## Vòng đấu bảng
7 đội nhất bảng và đội nhì bảng có thành tích tốt nhất lọt vào vòng 2.
|  | Đội tuyển đi tiếp vào vòng trong |

### Bảng A
| Đội tuyển  | Số trận | Thắng | Hòa | Thua | Hiệu số | Điểm |
| ---------- | ------- | ----- | --- | ---- | ------- | ---- |
| Fiji       | 2       | 2     | 0   | 0    | 11-2    | 6    |
| Kazakhstan | 2       | 0     | 0   | 2    | 0-13    | 0    |
| Nepal      | 2       | 1     | 0   | 1    | 9-5     | 3    |

| 20 tháng 8 năm 2002 Group stage | 🇰🇿Kazakhstan     | 0–7   | 🇳🇵Nepal                                                            | 🇯🇵Tokyo |
| 8:00                            | ABU ROBOCON 2002 | Nepal | Nhà thi đấu: Olympic Tokyo Komazawa Stadium Lượng khán giả: 10.000 |         |

| 20 tháng 8 năm 2002 Group stage | 🇫🇯Fiji           | 5–2   | 🇳🇵Nepal                                                           | Tokyo |
| 09:00                           | ABU Robocon 2002 | Nepal | Nhà thi đấu: Olympic Tokyo Komazawa Stadium Lượng khán giả: 10000 |       |

| 20 tháng 8 năm 2002 Group stage | 🇫🇯Fiji           | 6–0  | 🇰🇿Kazakhstan                                                       | Tokyo |
| 10:00                           | 2002 Abu robocon | Fiji | Nhà thi đấu: Olympic Tokyo Komazawa Stadium Lượng khán giả: 10.000 |       |

### Bảng B
| Đội tuyển  | Số trận | Thắng | Hòa | Thua | Hiệu số | Điểm |
| ---------- | ------- | ----- | --- | ---- | ------- | ---- |
| Mông Cổ    | 2       | 0     | 1   | 1    | 5-18    | 1    |
| Trung Quốc | 2       | 2     | 0   | 0    | 39-13   | 6    |
| Thái Lan   | 2       | 0     | 1   | 1    | 10-23   | 1    |

| 20 tháng 8 năm 2002 Group stage | China            | 22–9     | Thailand                                                          | Tokyo,Japan |
| 08:05                           | abu robocon 2002 | Thailand | Nhà thi đấu: Olympic Tokyo Komazawa Stadium Lượng khán giả: 10000 |             |

| 20 tháng 8 năm 2002 Group stage | Mongolia         | 1–1      | Thailand                                                           | Olympic Tokyo Komazawa Stadium |
| 09:05                           | 2002 ABU Robocon | Thailand | Nhà thi đấu: Olympic Tokyo Komazawa Stadium Lượng khán giả: 10.000 |                                |

| 20 tháng 8 năm 2002 Group stage | China            | 17–4     | Mongolia                                                          | Tokyo,Japan |
| 10:05                           | 2002 ABU Robocon | Mongolia | Nhà thi đấu: Olympic Tokyo Komazawa Stadium Lượng khán giả: 10000 |             |

### Bảng C
| Đội tuyển | Số trận | Thắng | Hòa | Thua | Hiệu số  | Điểm |
| --------- | ------- | ----- | --- | ---- | -------- | ---- |
| Ấn Độ     | 2       | 0     | 0   | 2    | 3-(R+17) | 0    |
| Malaysia  | 2       | 2     | 0   | 0    | (R+17)-3 | 6    |

| 20 tháng 8 năm 2002 Group stage | India            | 2–22(R)  | Malaysia                                                           | Tokyo,Japan |
| 08:15                           | 2002 ABU Robocon | Malaysia | Nhà thi đấu: Olympic Tokyo Komazawa Stadium Lượng khán giả: 10.000 |             |

| 20 tháng 8 năm 2002 Group stage | Malaysia         | 17–1  | India                                                              | Tokyo,Japan |
| 09:15                           | 2002 ABU Robocon | India | Nhà thi đấu: Olympic Tokyo Komazawa Stadium Lượng khán giả: 10.000 |             |

### Bảng D
| Đội tuyển | Số trận | Thắng | Hòa | Thua | Hiệu số | Điểm |
| --------- | ------- | ----- | --- | ---- | ------- | ---- |
| Việt Nam  | 2       | 1     | 0   | 1    | 28-11   | 3    |
| Úc        | 2       | 0     | 0   | 2    | 4-26    | 0    |
| Nhật Bản  | 2       | 2     | 0   | 0    | 26-24   | 6    |

| 20 tháng 8 năm 2002 Group stage | 🇦🇺Australia      | 0–19    | 🇯🇵Japan 1                                                          | Tokyo,Japan |
| 08:20                           | 2002 ABU Robocon | Japan 1 | Nhà thi đấu: Olympic Tokyo Komazawa Stadium Lượng khán giả: 10.000 |             |

| 20 tháng 8 năm 2002 Group stage | 🇯🇵Japan 1        | 7–4     | 🇻🇳Vietnam                                                  | Tokyo,Japan |
| 09:20                           | 2002 ABU Robocon | Vietnam | Nhà thi đấu: Olympic Tokyo Komazawa Lượng khán giả: 10.000 |             |

| 20 tháng 8 năm 2002 Group stage | 🇦🇺Australia      | 4–24      | 🇻🇳Vietnam                                                          | Tokyo,Japan |
| 10:20                           | 2002 ABU Robocon | 🇻🇳Vietnam | Nhà thi đấu: Olympic Tokyo Komazawa Stadium Lượng khán giả: 10.000 |             |

### Bảng E
| Đội tuyển  | Số trận | Thắng | Hòa | Thua | Hiệu số | Điểm |
| ---------- | ------- | ----- | --- | ---- | ------- | ---- |
| Thổ Nhĩ Kỳ | 2       | 2     | 0   | 0    | 12-8    | 6    |
| Sri Lanka  | 2       | 1     | 0   | 1    | 7-7     | 3    |
| Pakistan   | 2       | 0     | 0   | 2    | 6-12    | 0    |

| 20 tháng 8 năm 2002 Group stage | 🇵🇰Pakistan      | 2–4         | 🇱🇰Sri Lanka                                                        | Tokyo,Japan |
| 08:25                           | 2002 ABU Roboco | 🇱🇰Sri Lanka | Nhà thi đấu: Olympic Tokyo Komazawa Stadium Lượng khán giả: 10.000 |             |

| 20 tháng 8 năm 2002 Group stage | 🇹🇷Turkey        | 7–4      | 🇵🇰Pakistan                                                         | Tokyo,Japan |
| 09:25                           | 2002 ABU Roboco | Pakistan | Nhà thi đấu: Olympic Tokyo Komazawa Stadium Lượng khán giả: 10.000 |             |

| 20 tháng 8 năm 2002 Group stage | 🇱🇰Sri Lanka      | 3–5    | 🇹🇷Turkey                                                           | Tokyo,Japan |
| 10:25                           | 2002 ABU Robocon | Turkey | Nhà thi đấu: Olympic Tokyo Komazawa Stadium Lượng khán giả: 10.000 |             |

### Bảng F
| Đội tuyển | Số trận | Thắng | Hòa | Thua | Hiệu số | Điểm |
| --------- | ------- | ----- | --- | ---- | ------- | ---- |
| Nhật Bản  | 2       | 2     | 0   | 0    | 32-7    | 6    |
| Ấn Độ     | 2       | 0     | 0   | 2    | 7-21    | 0    |
| Hàn Quốc  | 2       | 1     | 0   | 1    | 6-21    | 3    |

| 20 tháng 8 năm 2002 Group stage | 🇮🇳Ấn Độ          | 3–4      | 🇰🇷Hàn Quốc                                                         | Tokyo,Nhật Bản |
| 08:30                           | 2002 ABU Robocon | Hàn Quốc | Nhà thi đấu: Olympic Tokyo Komazawa Stadium Lượng khán giả: 10.000 |                |

| 20 tháng 8 năm 2002 Group stage | 🇯🇵Nhật Bản 2     | 19–2        | 🇰🇷Hàn Quốc                                                         | Tokyo,Japan |
| 09:30                           | 2002 ABU Robocon | South Korea | Nhà thi đấu: Olympic Tokyo Komazawa Stadium Lượng khán giả: 10.000 |             |

| 20 tháng 8 năm 2002 Group stage | 🇯🇵Nhật Bản 2     | 13–5  | 🇮🇳Ấn Độ                                                            | Tokyo,Japan |
| 10:30                           | 2002 ABU Robocon | India | Nhà thi đấu: Olympic Tokyo Komazawa Stadium Lượng khán giả: 10.000 |             |

### Bảng G
| Đội tuyển | Số trận | Thắng | Hòa | Thua | Hiệu số | Điểm |
| --------- | ------- | ----- | --- | ---- | ------- | ---- |
| Macao     | 2       | 1     | 0   | 1    | 13-15   | 3    |
| Singapore | 2       | 1     | 0   | 1    | 7-11    | 3    |
| Ai Cập    | 2       | 1     | 0   | 1    | 15-11   | 3    |

| 20 tháng 8 năm 2002 Group stage | 🇸🇬Singapore      | 4–3   | 🇪🇬Egypt                                                            | Tokyo,Japan |
| 08:35                           | 2002 ABU Robocon | Egypt | Nhà thi đấu: Olympic Tokyo Komazawa Stadium Lượng khán giả: 10.000 |             |

| 20 tháng 8 năm 2002 Group stage | 🇲🇴Macao          | 7–12  | 🇪🇬Ai Cập                                                           | Tokyo,Japan |
| 09:35                           | 2002 ABU Robocon | Egypt | Nhà thi đấu: Olympic Tokyo Komazawa Stadium Lượng khán giả: 10.000 |             |

| 20 tháng 8 năm 2002 Group stage | 🇲🇴Macao          | 8–3       | 🇸🇬Singapore                                                        | Tokyo, Japan |
| 10:30                           | 2002 ABU Robocon | Singapore | Nhà thi đấu: Olympic Tokyo Komazawa Stadium Lượng khán giả: 10.000 |              |

## Vòng đấu loại trực tiếp
|  | Tứ kết     | Tứ kết   |            |    | Bán kết | Bán kết |  |  | Chung kết | Chung kết |
|  |            |          |            |    |         |         |  |  |           |           |
|  |            |          |            |    |         |         |  |  |           |           |
|  |            |          |            |    |         |         |  |  |           |           |
|  | Nepal      | 0        |            |    |         |         |  |  |           |           |
|  | Nepal      | 0        |            |    |         |         |  |  |           |           |
|  | Trung Quốc | 21       |            |    |         |         |  |  |           |           |
|  | Trung Quốc | 21       | Trung Quốc | 18 |         |         |  |  |           |           |
|  |            |          | Trung Quốc | 18 |         |         |  |  |           |           |
|  |            |          | Nhật Bản A | 5  |         |         |  |  |           |           |
|  | Malaysia   | 2        | Nhật Bản A | 5  |         |         |  |  |           |           |
|  | Malaysia   | 2        |            |    |         |         |  |  |           |           |
|  | Nhật Bản   | 21       |            |    |         |         |  |  |           |           |
|  | Nhật Bản   | 21       | Trung Quốc | 13 |         |         |  |  |           |           |
|  |            |          | Trung Quốc | 13 |         |         |  |  |           |           |
|  |            | Việt Nam | 15         |    |         |         |  |  |           |           |
|  | Thổ Nhĩ Kỳ | Việt Nam | 15         | 3  |         |         |  |  |           |           |
|  | Thổ Nhĩ Kỳ |          |            | 3  |         |         |  |  |           |           |
|  | Nhật Bản   | 10       |            |    |         |         |  |  |           |           |
|  | Nhật Bản   | 10       | Nhật Bản B | 11 |         |         |  |  |           |           |
|  |            |          | Nhật Bản B | 11 |         |         |  |  |           |           |
|  |            |          | Việt Nam   | 12 |         |         |  |  |           |           |
|  | Việt Nam   | 15       | Việt Nam   | 12 |         |         |  |  |           |           |
|  | Việt Nam   | 15       |            |    |         |         |  |  |           |           |
|  | Macao      | 2        |            |    |         |         |  |  |           |           |
|  | Macao      | 2        |            |    |         |         |  |  |           |           |
|  |            |          |            |    |         |         |  |  |           |           |

| Vô địch ABU Robocon Tokyo 2002 Telematic Đại học Bách khoa Thành phố Hồ Chí Minh - Việt Nam Lần đầu tiên |